# سنترال پسفیک بنک
سنترال پسفیک بنک (انگلیسی: Central Pacific Bank) شرکت خدمات مالی و بانکداری آمریکایی است، که در سال ۱۹۵۴ تأسیس شد.